# بافل ريبالكو
المارشال  بافل سيميونيفيتش ريبالكو  (23 أكتوبر 1892 - 28 أغسطس 1948) قائد قوات مدرعة سوفيتي أثناء وبعد الحرب العالمية الثانية.
التحق ريبالكو بالجيش الروسي في عام 1914، وشارك في الحرب العالمية الأولى ثم في صفوف الجيش السوفيتي في الحرب الأهلية الروسية والحرب السوفيتية البولندية. وبعد أن درس في أكاديمية فرونز العسكرية بين عاميّ 1931-1934، خدم في الشرق الأقصى في عام 1935، ثم عين كملحق عسكري في بولندا (حيث كان آخر ملحق عسكري سوفيتي في بولندا، والذي غادرها قبل أيام قليلة من الغزو السوفيتي لبولندا عام 1939) والصين، قبل أن يصبح محاضرًا في التكتيكات في مدرسة قازان للدبابات.
وفي مايو 1942، تم تعيينه نائبًا لقائد جيش الدبابات الثالث. طوال فترة الحرب، ظل اسم ريبالكو مرتبطًا بشكل وثيق بجيش الدبابات الثالث. وفي شتاء 1942/1943، قاد جيشه لتحويل الهزيمة أمام الألمان في ستالينغراد إلى انتصار استراتيجي واسع النطاق، شمل ذلك تحرير خاركوف في أواخر فبراير. لكن الألمان بقيادة إريش فون مانشتاين استعادوا المدينة بعد معركة خاركوف الثالثة وألحقوا أضرار جسيمة بجيش الدبابات الثالث السوفيتي.
بعد إصلاح جيش الدبابات الثالث وإعادة تسميته باسم جيش حرس الدبابات الثالث، لعبت قوات ريبالكو أدوارًا حاسمة في عمليات الهجمات العكسية التي تلت معركة كورسك، وفي الاستيلاء على كييف في 6 نوفمبر 1943، ثم المشاركة في استكمال عمليات التحرير الكامل لأوكرانيا خلال عام 1944، والتي أظهرت مهارات ريبالكو التكتيكية، ولا سيما خلال هجوم لفوف - ساندوميرز. كجزء من الجبهة الأوكرانية الأولى بقيادة إيفان كونيف، كان جيش بافل ريبالكو واحدًا من أربع جيوش حرس دبابات شاركت في معركة برلين.
بعد الحرب، أصبح بافل ريبالكو قائدًا عامًا للقوات المدرعة في الجيش الأحمر. توفي بافل ريبالكو في 28 أغسطس 1948 بعد صراع طويل مع المرض.

## وصلات خارجية
- (بالإنجليزية) Biography on Generals.dk
- (بالروسية) Biography
- Stalin's Generals, Harold Shukman Ed, Richard Woff, Phoenix Book, 2001
- Red Army Tank Commanders, Richard N. Armstrong , Schiffer Publishing, 1994